# Power Rangers : Dino Force Brave
 (septembre 2024).
Si vous disposez d'ouvrages ou d'articles de référence ou si vous connaissez des sites web de qualité traitant du thème abordé ici, merci de compléter l'article en donnant les références utiles à sa vérifiabilité et en les liant à la section « Notes et références ».
Kyoryuger Lupinranger VS Patranger
Power Rangers Dino Force Brave ( |파워 레인저 다이노 포스 브레이브|Pawoleinjeo Dainoposeu Beureibeu) est une série télévisée nippo-coréenne  du genre sentai ; il s'agit à la fois d'un spin-off et d'une suite de Zyuden Sentai Kyoryuger (qui en Corée du Sud était diffusé sous le nom Power Rangers : Dino Force, suivant l'habitude sud-coréenne d'utiliser le nom Power Rangers pour l'importation des Sentai) à la suite du succès de ce dernier en Corée du Sud, qui est diffusée depuis le 1er avril 2017 sur Anione TV, AniBox et Champ TV en Corée du Sud et depuis le 14 avril 2017 sur la chaîne officiel YouTube de Bandai et sur Tokusatsu Fan Club en japonais, en coréen avec sous-titres japonais.

## Synopsis
La paix était revenu sur Terre après que le Zyuden Sentai Kyoryuger a vaincu l'armée Deboth.
Un jour, un énorme vaisseau spatial habilité par les dinosaures spatiaux approche de la Terre et a dévoilé la nouvelle armée Deboth (ou la Neo Deboth armée) , qui veut  se venger contre les Zyudenryu de la Terre  et est à la recherche de « la puissance du roi dragon » pour conquérir la planète.
Sentant leur présence, l'esprit de Torin va trouver  avec Luckyuro et Candelilla « des gens des Dragons forts ». Une armée de Zorima ont envahi une ville, forçant l'idole Kim Sechang et l'officier de police Jeon Hyeonjun à se battre contre eux. Au cours de la lutte, l'enfant du dragon Kwon Juyong les aide à combattre les Zorima alors qu'un petit dinosaure blanc étrange est apparu sur son épaule. En voyant l'image de Daigo en Juyong, Torin a confié aux jeunes guerriers un Gabugaburivolver et un Zyudenchi pour qu'ils défendent la Terre.   

## Personnages

### Kyoryugers Brave
Les personnages et leurs acteurs respectifs sont :
| Acteur/Voix en coréen   | Voix japonaise  | Personnage                                | Brave            | Motif             | Power Dino / Zyudenryu                                               |
| ----------------------- | --------------- | ----------------------------------------- | ---------------- | ----------------- | -------------------------------------------------------------------- |
| en coréen : Kim Seyong  | Yûtarô Honjô    | en coréen : Juyong Kwon (couleur rouge)   | Brave Red Dino   | Tyrannosaurus Rex | #1 Cannontyra en version originale /Guntyra en version japonaise     |
| en coréen : Hong Sungho | Yamato Kinjo    | en coréen : Hyeonjun Jeon (couleur grise) | Brave Black Dino | Stegosaurus       | #2 Stegotoup en version originale/Stegonsaw en version japonaise     |
| en coréen : Oh Sehyun   | Yasunao Sakai   | en coréen : Kim Sechang (couleur bleue)   | Brave Blue Dino  | Tricératops       | #3 Forkkera en version originale/Shovecera en version japonaise      |
| en coréen : Lee Injun   | Daiki Kobayashi | en coréen : Pureun Lee (couleur verte)    | Brave Green Dino | Parasaurolophus   | #4 Parasaizer en version originale/Parasaser en version japonaise    |
| en coréen : Lee Yujin   | Kanae Oki       | en coréen : Dohee Yun (couleur rose)      | Brave Pink Dino  | Vélociraptor      | #5 Raptorax en version originale/Rapx en version japonaise           |
| en coréen : Lee Seyoung | Shouma Yamamoto | en coréen : Juhyeok Kwon (couleur jaune)  | Brave Gold Dino  | Ptéranodon        | #6 Pteravolt en version originale / Pteravolton en version japonaise |

## Épisodes
Les épisodes de la série sont connus sous le nom de « Kings ».
- King 01 : "La naissance d'un nouveau roi!" ( 새로운 킹 의 탄생! ;   Saeloun King-ui Tansaeng !; Date de sortie : 1er avril 2017)

- Doublage japonais: "Il est ici King, l'enfant du dragon!" ( でたァーッ竜の子キング! Deta Ryū no Ko Kingou! , Date de sortie : 14 avril, 2017)
- King 02 : "Allez, Nouveaux guerriers!" ( 모여라, 새로운 전사 들이여! ; Moyeola, Saeloun Jeonsadeul-iyeo !; Date de sortie : 1er avril 2017)

- Doublage japonais: "Rassemblez-vous! Nouveaux guerriers" ( 集 ま れ! 新 た な 戦 士 た ちAtsumare! Arata na Senshi-tachi , Date de sortie: 14 avril 2017)
- King 03 : "Gabugaburincho, nous sommes une équipe!" ( 가브 가 브린 초, 우리 는 팀 이다! ; Gabeugabeulincho, Ulineun Tim-ida !; Date de sortie : 8 avril 2017)

- Doublage japonais: "Gabugaburincho! Tous rassemblés" ( ガ ブ ガ ブ リ ン チ ョ! 全員 集合Gabugaburincho! Zen'in Shūgō , Date de sortie: 21 avril 2017)
- King 04 : "Menace! Le Mercenaire de l'espace" ( Hangul :  강적! 우주 용병 ; Romanisation révisée du coréen:  Gangjeog! Ujuyong Byeong ; Date de sortie : 8 avril 2017)

- Doublage japonais: "Trop fort! Le Mercenaire de l'espace" (強す ぎ だ ぜ! 宇宙 傭兵; Tsuyosugi da ze! Uchū Yōhei ; Date de sortie: 28 avril 2017)
- King 05 : "Contre-attaque! Gagnez n'importe quel mur!" (  반격! 어떤 벽 이든 이겨내 라! ; Bangyeog! Eotteon Byeog-ideun Igyeonaela !; Date de sortie : 15 avril 2017)

- Doublage japonais: "La Grande Contre-Attaque! Je vais gagner le mur" ( 大 反 撃! 壁 は 超 え て や るDaihangeki! Kabe wa Koeteyaru , Date de sortie: 5 mai 2017)
- King 06 : "Frère! Hurlement de l'âme pleureuse!" (   형! 울부 짖는 주용 의 영혼! ;  Hyeong! Ulbujijneun Juyong-ui Yeonghon !; Date de sortie : 22 avril 2017)

- Doublage japonais: "Frère! Quand Juyong Crie" ( 兄 さ ん! ジ ュ ヨ ン が 叫 ぶ と き; Niisan! Juyon ga Sakebu Toki , Date de sortie: 12 mai 2017)
- King 07 : "L'Avènement! Le Commandant de Neo Deboth!" (  강림! 네오 데 보스 군 의 총재! ;  Ganglim! Neo Deboseugun-ui Chongjae !; Date de sortie : 29 avril 2017)

- Doublage japonais: "Avènement! Je suis Deizarus" ( 降臨! 我 こ そ デ イ ザ ル ス; Kōrin! Ware koso Deizarusu , Date de sortie: 19 mai 2017)
- King 08 : "Renaissance! Giga Bragigas!"  (부활! 기가 브라 기가스! ; Buhwal! Gigabeulagigaseu !; Date de sortie : 6 mai 2017)

- Doublage japonais: "La grande renaissance! Giga Bragigas" ( 大 復活! ギ ガ ブ ラ ギ ガ スDaifukkatsu! Gigaburagigasu , Date de sortie: 26 mai 2017)
- King 09 : "Je vous montrerai la plus grande combinaison des plus forts!" (보여 주마! 최강 최대 의 합체! ; Boyeojuma! Choegang Choedaeui Habke !; Date de sortie : 13 mai 2017)

- Doublage japonais: "Je vais vous montrer: la combinaison la plus forte et la plus grande" (見せ て や る! 最強 最大 の 合体; Miseteyaru! Saikyō Saidai no Gattai , Date de sortie: 2 juin 2017)
- King 10 : "Adieu ! Brave Gold Dino" (파웰! 브룩 황금 다이노! ; Pawel! Beulug Hwang-Geum Daino !; Date de sortie : 20 mai 2017)

- Doublage japonais: "Adieu Brave Kyoryu Gold!" ( さらばブレイブキョウリュウゴールド! Saraba Bureibu Kyoryu Gorudo! , Date de sortie: 9 juin 2017)
- King 11 :"Quel est le vrai?" Le Roi des Dinosaures "(  진정한 용왕 은 누구 인가! ; Jinjeonghan Yong-Wang-Eun Nugu-Inga !; Date de sortie : 27 mai 2017)

- Doublage japonais: "Qui est le vrai?" Le Roi Dragon  " ( 本 物 は 誰 だ?! 竜 の 王; Honmono wa Dare da ?! Ryū no Ō ; Date de sortie: 16 juin 2017)
- King 12 : "Éternel! Power Rangers Dino Force Brave" (  영원 하라! 다이노 포스 브레이브! ;   Yeong-Wonhala! Dainoposeu Beuleibeu !; Date de sortie : 3 juin 2017)

- Doublage japonais: " Kyoryuger Brave pour toujours!" ( 永遠にキョウリュウジャーブレイブ! ; Eien ni Kyōryūjā Bureibu!; Date de sortie : 23 juin, 2017)